# 伊勢の女
「伊勢の女」（いせのひと）は、北島三郎のシングル。1968年10月1日に日本クラウンから発売された。

## 概要
- 通称「女（ひと）シリーズ」[2] [3] [4]と呼ばれる内の一曲で、伊勢を舞台にしており、歌詞の中には鳥羽、海女、磯笛、真珠、二見ヶ浦が登場する。

- 2004年にリリースされた「【函館の女】～女シリーズ～その女をたずねて」[5]、2007年にリリースされた「その女をたずねて〜函館から沖縄まで〜」[6]にも収録されている。

## 収録曲
両曲共／作詞：星野哲郎、作曲・編曲：島津伸男
1. 伊勢の女
2. さすらい花